# Liste von Musiklabels/O

## O
| Name Musiklabel                | Land                   | Sitz                 | Gründer                                                      | Jahr-Von            | Jahr-Bis  | Labelcode | Website | Mutterlabel                                                    | Details |
| ------------------------------ | ---------------------- | -------------------- | ------------------------------------------------------------ | ------------------- | --------- | --------- | ------- | -------------------------------------------------------------- | --- |
| Oasis (Plattenlabel)           | Deutschland            |                      | Giorgio Moroder                                              | 1975                | 1983      |           |         |                                                                | |
| Obese Records                  | Australien             |                      | Ollie Bobbitt                                                | 1995                |           |           |         | Warner Music Group                                             | |
| Oblivion Records               | Vereinigte Staaten     |                      | Tom Pomposello und Fred Seibert                              | 1972                |           |           |         |                                                                | |
| OBR Records                    | Vereinigte Staaten     |                      |                                                              |                     |           |           |         |                                                                | |
| Obscure Abhorrence Productions | Deutschland            | Seesen               |                                                              | 2003                |           |           |         |                                                                | |
| Obsessions                     | Niederlande            |                      |                                                              |                     |           |           |         | Black Sun Recordings                                           | |
| Octone Records                 | Vereinigte Staaten     | New York City        | James Diener                                                 | 2000                | 2014      |           |         | Interscope Geffen A&M                                          | 2007 als A&M/Octone wieder aufgesetzt                                                                                               |
| Odd Future Records             | Vereinigte Staaten     |                      | Tyler, The Creator                                           | 2011                |           |           |         | Sony Music                                                     | |
| Ode Records                    | Vereinigte Staaten     |                      | Lou Adler                                                    | 1967                | 1989      |           |         |                                                                | |
| Odeon (Plattenlabel)           | Deutschland            |                      | Frederick M. Prescott                                        | 1903                |           |           |         | Universal Music Group                                          | |
| Odin Records                   | Norwegen               |                      |                                                              | 1981                | 1993      |           |         |                                                                | |
| OehmsClassics                  | Deutschland            |                      | Dieter Oehms                                                 | 2003                |           |           |         | OehmsClassics Musikproduktion GmbH                             | |
| Oedipus Records                | Vereinigte Staaten     |                      | Gabe Abaud, Patrick Enzor und Micheal Corso                  | 2002                |           |           |         |                                                                | |
| Off Beat                       | Deutschland            |                      |                                                              | 1993                |           |           |         | WestCom Neue Medien, Tonträger-Produktions- und Vertriebs GmbH | |
| Off Centaur Publications       | Vereinigte Staaten     |                      | Teri Lee, Jordin Kare, und Catherine Cook                    | 1980                |           |           |         |                                                                | |
| Offshore Music                 | Schweiz                |                      | Andy Prinz                                                   | 2004                |           | LC 13481  |         | Andy Prinz Publishing                                          | |
| Og Music                       | Kanada                 |                      | Tony Dewald und Gerard van Herk                              | 1983                |           |           |         |                                                                | |
| Oglio Records                  | Vereinigte Staaten     |                      | Carl Caprioglio                                              | 1993                |           |           |         | Oglio Entertainment                                            | |
| Ogopa DJs                      | Kenia                  |                      | Francis Bikedo und Lucas Bikedo                              | 1990er Jahre        |           |           |         |                                                                | |
| Ogun (Plattenlabel)            | Vereinigtes Königreich |                      | Hazel Miller, Harry Miller und Keith Beal                    | 1974                |           |           |         |                                                                | |
| Ogun Records                   | Vereinigtes Königreich | London               | Harry Miller, Hazel Miller und Keith Beal                    | 1973                |           |           |         |                                                                | |
| Oh Boy Records                 | Vereinigte Staaten     | Nashville            | John Prine, Al Bunetta und Dan Einstein                      | 1981                |           |           |         |                                                                | |
| Ohr (Plattenlabel)             | Deutschland            |                      | Peter Meisel und Rolf-Ulrich Kaiser                          | 1969                | 1973      |           |         |                                                                | |
| Oi! the boat records           | Vereinigte Staaten     | Lafayette            |                                                              | 2007                |           |           |         |                                                                | |
| Okeh Records                   | Vereinigte Staaten     |                      | Otto K. E. Heinemann                                         | 1918                | 1970      |           |         |                                                                | |
| Okka Disk                      | Vereinigte Staaten     |                      | Bruno Johnson                                                |                     |           |           |         |                                                                | |
| Old Europa Café                | Italien                | Pordenone            | Rodolfo Protti                                               | 1983                |           |           | Website |                                                                | |
| Old Homestead Records          | Vereinigte Staaten     | Brighton (Michigan)  | John W. Morris                                               | 1971                | 2014      |           |         |                                                                | |
| Old Town Records               | Vereinigte Staaten     |                      | Hyman Weiss                                                  | 1953                | 1966      |           |         |                                                                | |
| Oldies-33                      | Vereinigte Staaten     |                      |                                                              | 1963                |           |           |         | Vee-Jay Records                                                | |
| Oldies-45                      | Vereinigte Staaten     |                      |                                                              | 1963                | Erloschen |           |         | Vee-Jay Records                                                | |
| Oliver Sudden Productions      | Kanada                 | Montreal             | Paul Etch                                                    | 1993                |           |           |         |                                                                | |
| Olivia Records                 | Vereinigte Staaten     |                      | Judy Dlugacz                                                 | 1973                | 1988      |           |         |                                                                | |
| Om Records                     | Vereinigte Staaten     | San Francisco        | Chris Smith                                                  | 1995                |           |           |         |                                                                | |
| Omaha Records                  | Deutschland            |                      | Gisbert zu Knyphausen                                        | 2005                |           |           |         |                                                                | |
| OmniTone Records               | Vereinigte Staaten     |                      | Frank Tafuri                                                 | 1999                |           |           |         |                                                                | |
| Omnivore Recordings            | Vereinigte Staaten     | Los Angeles          |                                                              | 2010                |           |           |         |                                                                | |
| On Ramp Records                | Kanada                 | Saskatoon            | Louis O’Reilly                                               | 2005                |           |           |         |                                                                | |
| OnClassical                    | Italien                |                      |                                                              | 2003                |           |           |         |                                                                | |
| Ondine                         | Finnland               | Helsinki             | Reijo Kiilunen                                               | 1985                |           | LC 03572  | Website | Naxos                                                          | |
| One Big Spark                  | Vereinigte Staaten     |                      | Virb Inc.                                                    |                     |           |           |         | East West Records                                              | |
| One Eleven Records             | Vereinigte Staaten     |                      | Brad Fischetti                                               | 2002                |           |           |         |                                                                | |
| One Little Independent Records | Vereinigtes Königreich |                      | Derek Birkett, Sue Birkett und Tim Kelly                     | 1985                |           |           |         |                                                                | Bis 2020 One Little Indian Records.                                                                                                 |
| One Records                    | Vereinigtes Königreich |                      |                                                              |                     |           |           |         |                                                                | |
| One Records                    | Serbien                | Belgrad              |                                                              | 1999                |           |           |         |                                                                | |
| Ongaku Musik                   | Deutschland            |                      | Ata Macias und Heiko Schäfer                                 | 1992                |           |           |         |                                                                | |
| On-U Sound Records             | Vereinigtes Königreich |                      | Adrian Sherwood                                              | 1980                |           | LC 08619  |         |                                                                | |
| Only The Family                | Vereinigte Staaten     | Chicago              | Lil Durk                                                     | 2010                |           |           |         |                                                                | |
| Oomoxx media                   | Deutschland            |                      | Karsten Kasparek                                             | 2004                |           |           |         |                                                                | |
| Open Bar Entertainment         | Vereinigte Staaten     | Detroit              | Xzibit                                                       | 1995                |           |           |         |                                                                | |
| Open House Recording Company   | Kanada                 | London               |                                                              | 2008                |           |           |         |                                                                | |
| Open Road Recordings           | Kanada                 | Toronto              | Ron Kitchener                                                | 2003                |           |           |         |                                                                | |
| Open Sky Records               | Vereinigtes Königreich |                      |                                                              |                     |           |           |         |                                                                | |
| Open World Entertainment       | Südkorea               | Seoul                |                                                              | 2000                |           |           |         |                                                                | |
| Opera Rara                     | Vereinigtes Königreich |                      | Patric Schmid und Don White                                  | 1970                |           |           |         |                                                                | |
| Operaphone Records             | Vereinigte Staaten     | New York City        | John Fletcher und George Thomas                              | 1915                | 1921      |           |         |                                                                | |
| Opium                          | Vereinigte Staaten     | Atlanta              | Playboi Carti                                                | 2019                |           |           | Website |                                                                | |
| OPOS Records                   | Deutschland            | Lindenau             | Sebastian Raack                                              | 2007                |           |           |         |                                                                | |
| Optik Records                  | Deutschland            |                      | Savas Yurderi                                                | 2002                | 2009      | LC 09517  |         |                                                                | |
| OPUS Records                   | Slowakei               |                      |                                                              | 1971                |           |           |         |                                                                | |
| Or Records                     | Vereinigtes Königreich | London               |                                                              | 1998                |           |           |         |                                                                | |
| Orange Record Label            | Kanada                 | Toronto              | Steven Ehrlick, Jill Snell und Aubrey Winfield               | 2003                |           |           |         |                                                                | |
| Orange Records                 | Vereinigte Staaten     | Mobile               |                                                              | 1959                | Erloschen |           |         | Sandy Records                                                  | |
| Orange Twin Records            | Vereinigte Staaten     | Atlanta              | Laura Carter                                                 | 1999                |           |           |         |                                                                | |
| Orchid Tapes                   | Vereinigte Staaten     | Ridgewood (New York) | Warren Hildebrand                                            | 2010                |           |           |         |                                                                | |
| ORFEO                          | Deutschland            | München              | Axel Mehrle                                                  | 1979                |           |           |         |                                                                | |
| Orfeón                         | Mexiko                 |                      |                                                              | 1950er Jahre        |           |           |         |                                                                | |
| Organo Phon                    | Deutschland            |                      | Orgelbaufirma Oberlinger                                     | 1992                |           | LC 10407  |         |                                                                | |
| Organum Classics               | Deutschland            | Öhringen             | Klaus Faika                                                  | 1985                |           | LC 02007  |         |                                                                | |
| Oriente Musik                  | Deutschland            |                      | Brigitte Backes, Reiner Jordan und Till Schumann             | 1994                |           |           |         |                                                                | |
| Origin Jazz Library            | Vereinigte Staaten     | Thousand Oaks        | Bill Givens und Pete Whelan                                  | 1960                |           |           | Website |                                                                | |
| Origin Records                 | Vereinigte Staaten     |                      | John Bishop                                                  | 1997                |           |           |         |                                                                | |
| Original Blues Classics        | Vereinigte Staaten     |                      |                                                              | 1983                |           |           |         | Concord Music Group                                            | |
| Original Jazz Classics         | Vereinigte Staaten     |                      |                                                              | 1982                |           |           |         | Fantasy Records                                                | |
| Original Sound                 | Vereinigte Staaten     | Los Angeles          | Art Laboe                                                    | Anfang 1950er Jahre |           |           |         |                                                                | |
| Oriole Records                 | Vereinigte Staaten     |                      | McCrory's                                                    | 1921                | 1937      |           |         |                                                                | In den 1930er Jahren gehörte Oriole zu der American Record Corporation.1937 wurde ARC an das Columbia Broadcasting System verkauft. |
| Oriole Records (UK)            | Vereinigtes Königreich | London               |                                                              | 1925                | 1964      |           |         | Levy Company                                                   | |
| Ornament Records               | Deutschland            |                      | Ernst-Erich Stender                                          | 1976                |           | LC 14849  |         |                                                                | |
| Orpheus Music                  | Vereinigte Staaten     |                      |                                                              |                     |           |           |         | Hush Management                                                | |
| Osmose Productions             | Frankreich             |                      | Hervé Herbaut                                                | 1991                |           | LC 02406  |         |                                                                | |
| Ostgut Ton                     | Deutschland            |                      | Nick Höppner                                                 | 2005                |           | LC 14600  |         |                                                                | |
| Ostra Records                  | Frankreich             | Lyon                 |                                                              | 2006                |           |           |         |                                                                | |
| Our Label Records              | Vereinigtes Königreich |                      | DJ Gu und Andreas Gutjahr                                    | 2005                |           |           |         |                                                                | |
| Out Now Music                  | Deutschland            |                      | Frank Meyer, alias Sam T. und Dieter Müller alias Dee Mullen | 1998                |           |           |         |                                                                | |
| Out of Line (Label)            | Deutschland            |                      |                                                              | 1995                |           | LC 2947   |         |                                                                | |
| Outlaw Recordz                 | Vereinigte Staaten     |                      | Outlawz                                                      |                     |           |           |         |                                                                | |
| Outpunk                        | Vereinigte Staaten     | San Francisco        | Matt Wobensmith                                              | 1992                | 1997      |           |         |                                                                | |
| Output Recordings              | Vereinigtes Königreich |                      | Trevor Jackson                                               | 1996                | 2006      |           |         |                                                                | |
| Outside Music                  | Kanada                 |                      | Lloyd Nishimura                                              | 1995                |           |           |         |                                                                | |
| Outta Sight Records            | Vereinigtes Königreich |                      |                                                              | 2007                |           |           |         | Sanctuary Records Group                                        | |
| Ovation Records                | Vereinigte Staaten     | Chicago              | Dick Schory                                                  | 1971                |           |           |         |                                                                | |
| Overcoat Recordings            | Vereinigte Staaten     | Chicago              | Howard Greynolds                                             |                     |           |           |         |                                                                | |
| Overdrive Records              | Deutschland            |                      | Andy Düx, Udo Niebergall                                     | 1990                |           | LC 6695   |         |                                                                | |
| OVO Sound                      | Kanada                 | Toronto              | Drake und Oliver El-Khatib                                   | 2012                |           |           |         | Warner Bros. Records                                           | |
| Ovum Recordings                | Vereinigte Staaten     |                      | Josh Wink und King Britt                                     | 1994                |           |           |         |                                                                | |
| Owl Studios                    | Vereinigte Staaten     | Indianapolis         | J. Allan Hall                                                | 2005                |           |           |         |                                                                | |
| OWSLA                          | Vereinigte Staaten     |                      | Skrillex (Sonny Moore)                                       | 2011                |           |           |         |                                                                | |
| Oxford Records                 | Vereinigte Staaten     |                      |                                                              | 1906                | 1916      |           |         |                                                                | |
| Oxingale Records               | Kanada                 |                      | Matt Haimovitz, Luna Pearl Woolf                             | 1999                |           |           |         | Oxingale Productions, Inc.                                     | |
| OxRecs DIGITAL                 | Vereinigtes Königreich | Oxford               |                                                              | 1987                |           |           |         |                                                                | |
| Oxygen Music Works             | Vereinigtes Königreich |                      | Andy Shih                                                    | 1991                |           |           |         |                                                                | |
| Ozit Records                   | Vereinigtes Königreich |                      | Chris Hewitt                                                 | 1996                |           |           |         |                                                                | |